# Pomilio PC
Il Pomilio PC era un monomotore biplano da ricognizione armato prodotto dall'azienda italiana Fabbrica Aeroplani Ing. O. Pomilio ed utilizzato principalmente dal Corpo Aeronautico Militare del Regio Esercito durante la prima guerra mondiale.
A causa della sua instabilità in volo venne presto sostituito da una successiva versione, la PD, caratterizzata dall'adozione di una pinna ventrale sotto la fusoliera.

## Storia
La rapida evoluzione tecnica che interessò l'aviazione militare impegnata nella prima guerra mondiale portò all'esigenza di una continua rincorsa all'adeguamento di velivoli tatticamente in grado di contrastare l'eventuale attacco da parte della caccia nemica. In quest'ottica i primi ricognitori biposto non armati acquisirono dapprima un'arma di difesa, in genere una mitragliatrice in grado di essere azionata dall'osservatore che sedeva posteriormente, e successivamente un adeguato impianto di propulsione che consentiva una maggiore velocità per disimpegnarsi più agevolmente.

### Sviluppo
La Fabbrica Aeroplani Ing. O. Pomilio iniziò la sua produzione bellica con il modello PC, nato per rispondere all'esigenza espressa dall'esercito di dotarsi di nuovi velivoli da ricognizione armati di produzione nazionale. Nel 1917 il modello venne presentato alle autorità militari e subito avviato ad equipaggiare i reparti. Le caratteristiche di volo però furono giudicate insufficienti a causa di una certa difficoltà nel mantenere la traiettoria di volo, che richiedeva numerose correzioni di rotta.
 Per ovviare a questo inconveniente venne introdotta una pinna ventrale posta sotto la fusoliera, che generò la successiva versione PD risolvendo il problema.

### Impiego operativo

Il francobollo di posta aerea con cui venne affrancata la corrispondenza in occasione del volo del Pomilio PC.

Oltre al suo impiego nel ruolo per cui era stato progettato, il PC venne utilizzato anche come aereo postale inaugurando la prima rotta Roma-Torino il 22 maggio 1917. Benché ci fossero già stati esperimenti di posta aerea, fu in quell'occasione che venne realizzato il primo vero francobollo di posta aerea, un Espresso da 25 centesimi recante la sovrastampa "ESPERIMENTO POSTA AEREA, MAGGIO 1917, TORINO-ROMA · ROMA-TORINO".
Pilotato da Mario de Bernardi, già pilota collaudatore dell'azienda, il Pomilio PC atterrò dopo un volo di quattro ore e tre minuti, un tempo in realtà superiore a quello in quel momento ottenibile con i tradizionali sistemi di trasporto terrestre, ma la difficoltà di mantenere una rotta stabile tra le due città influì negativamente nella velocità del nuovo servizio.
La 131ª Squadriglia e la 132ª Squadriglia nascono sui PC nella seconda metà di luglio 1917.
Nel mese di agosto 1917 arriva a Cascina Farello di Aquileia la 1ª Sezione Pomilio Caccia ma per i lenti tempi di salita in quota e per la poca manovrabilità la Regia Marina li cede al Regio Esercito nell'ottobre successivo.

## Descrizione tecnica
Il Pomilio PC presentava una configurazione classica per l'epoca; monomotore biplano biposto a carrello fisso.
La fusoliera, realizzata in tecnica mista, era caratterizzata da due abitacoli in tandem, l'anteriore riservato al pilota ed il posteriore all'osservatore/mitragliere, e dalla presenza dei radiatori dell'impianto di raffreddamento del motore posti sui suoi lati. Posteriormente terminava in un impennaggio classico monoderiva caratterizzato dai tre elementi, il verticale e i due piani orizzontali, a forma triangolare.
La configurazione alare era biplana, con l'inferiore montata bassa e la superiore alta a parasole, la seconda collegata alla fusoliera tramite un semplice castello tubolare e all'ala inferiore grazie ad una doppia coppia di montanti per lato integrati da tiranti in filo d'acciaio. Inoltre l'ala superiore presentava una svasatura semicircolare per agevolare l'accesso al posto di pilotaggio.
Il carrello d'atterraggio era un semplice biciclo anteriore fisso integrato posteriormente da un pattino d'appoggio.
La propulsione era affidata ad un motore Fiat A.12, un sei cilindri in linea raffreddato ad acqua capace di erogare nelle sue prime versioni una potenza pari a 200 CV (147 kW). Collocato sulla parte anteriore era racchiuso da un cofano profilato grazie all'adozione dei pacchi radianti posti ai lati della fusoliera ed era collegato ad un'elica bipala in legno a passo fisso.

## Utilizzatori
Italia
- Corpo Aeronautico Militare